# Tadeusz Janusz
Tadeusz Reniusz Janusz (ur. 1937, zm. 4 listopada 2020) – polski ekonomista, wykładowca akademicki, prof. nadzw. dr hab., rektor Państwowej Wyższej Szkoły Zawodowej w Skierniewicach.

## Życiorys
W 1960 ukończył studia ekonomiki przemysłu w Wyższej Szkole Ekonomicznej w Łodzi, 1 października 1966 obronił pracę doktorską Zagadnienie kooperacji w przemyśle bawełnianym, 24 maja 1976 habilitował się na podstawie pracy zatytułowanej Metody realizacji funkcji gospodarczych zjednoczeń przemysłowych. Został zatrudniony na stanowisku profesora w Instytucie Technicznych Wyrobów Włókienniczych „Moratex”, w Instytucie Włókiennictwa oraz w Instytucie Technik i Technologii Dziewiarskich „Tricotextil”.
Był profesorem nadzwyczajnym w Państwowej Uczelni im. Stefana Batorego w Skierniewicach, w Szkole Wyższej im. Pawła Włodkowica w Płocku, w Instytucie Ekonomik Stosowanych i Informatyki na Wydziale Ekonomicznym i Socjologicznym Uniwersytetu Łódzkiego.
Pracował w Instytucie Ekonomik Stosowanych i Informatyki na Wydziale Ekonomicznym i Socjologicznym Uniwersytetu Łódzkiego, był dziekanem Wydziału Zarządzania zkole Wyższej im. Pawła Włodkowica w Płocku, w latach 2007–2015 rektorem PWSZ w Skierniewicach, przewodniczącym rady naukowej w Instytucie Technik i Technologii Dziewiarskich „Tricotextil” oraz w Instytucie Architektury Tekstyliów i prezesem honorowym na Oddziale w Łodzi Polskiego Towarzystwa Ekonomicznego.